# أموريبايتا-إيتكسانو
بلدية أموريبايتا-إيتكسانو (بالإسبانية: Amorebieta-Etxano)‏ هي بلدية تقع في مقاطعة بيسكاي، التي تقع في منطقة الباسك شمالي إسبانيا يسكن بها عدد كبير من الرومانيين.

## أعلام
- أسيير جواريا
- شابيير إتشيتا
- بنات انساوستي
- خون أورتينيتزي
- كارميلو سيدرون

## وصلات خارجية
- AMOREBIETA-ETXANO in the Bernardo Estornés Lasa - Auñamendi Encyclopedia (Euskomedia Fundazioa) (بالإسبانية)